# Eaton Estates
Eaton Estates – jednostka osadnicza w Stanach Zjednoczonych, w stanie Ohio, w hrabstwie Lorain.